# إيطاليون مصريون
الإيطاليون المصريون مجتمع له تاريخ يرجع إلى العصر الروماني.

## التاريخ

### الأصول
أثناء العصور الوسطى، كانت المجتمعات الإيطالية من «الجمهوريات البحرية» في إيطاليا (وخاصة بيزا وجنوة وأمالفي) موجودة في مصر كتجار. وفي عصر النهضة، كان للمصريين تجارة مع جمهورية البندقية، حتى أنه كان هناك حي لهم في القاهرة.
وبعد الحملة الفرنسية على مصر، بدأت الجالية الإيطالية في الإسكندرية وفي مصر تنمو بإطراد كبير، حتى أن حجم المجتمع بلغ حوالي 55,000 نسمة قبل الحرب العالمية الثانية، والتي شكلت ثاني أكبر جالية في مصر.

### الحرب العالمية الثانية
اتجهت السياسة الاستعمارية الإيطالية بعد الحرب العالمية الأولى نحو مصر بقيادة موسوليني، من أجل السيطرة على قناة السويس. وفي الثلاثينيات، افتتحت فروع للحزب الفاشستي في الإسكندرية والقاهرة، وانضم إليه عدة مئات من المصريين الإيطاليين. حتى بعض المثقفين، أمثال فيليبو توماسو مارينيتي (مؤسس المستقبلية) والشاعر جوزيبي أوجاريتي، صاروا أنصار للقومية الإيطالية في وطنهم الإسكندرية.
لذلا، أثناء الحرب العالمية الثانية، احتجزت السلطات البريطانية ما يقرب من 8,000 من المصريين الإيطاليين المتعاطفين مع الفاشية في معسكرات الاعتقال، لمنع حدوث أي أعمال تخريبية عندما هاجم الجيش الإيطالي غرب مصر في صيف 1940. احتلت إيطاليا أثناء الحرب السلوم وسيدي براني) مؤقتاً أثناء الحرب.
كان حزب «مصر الفتاة» الذي كان يضم الضباط الشباب جمال عبد الناصر وأنور السادات، متأثر بشدة بالمُثل الفاشية. وكان على استعداد للقيام بثورة في القاهرة في صيف 1942، إذا استطاع إرفين رومل احتل الإسكندرية، بعد فوزه في معركة العلمين.
مثل العديد من المجتمعات الأجنبية الأخرى في مصر، تحولت الهجرة إلى إيطاليا، وتقلص حجم المجتمع إلى حد كبير في زمن الحرب بسبب الاعتقال، وصعود النزعة الناصرية القومية والتصعيد ضد الغربيين. بعد الحرب، تم ترحيل العديد من أعضاء الجالية الإيطالية الذين تربطهم علاقات بالسلطات الإيطالية المنهزمة، وهكذا بدأ عددهم يتناقص. فقد انخفض عدد المصريين الإيطاليين من ما يقرب من 60,000 في الأربعينات إلى بضع آلاف بعد عام 1952. معظم المصريين الإيطاليين، عادوا إلى إيطاليا خلال الخمسينات والستينات، على الرغم من أن بعضهم لا يزالون يعيشون في الإسكندرية والقاهرة. رسمياً، يبلغ عدد الإيطاليين في مصر في نهاية عام 2007 نحو 3,374 نسمة، معظمهم ممن كانوا يعملون في الشركات الإيطالية في مصر.

## العلاقات المصرية الإيطالية
انعكس أثر العلاقات الاقتصادية الإيطالية مع مصر على حجم مجتمعها في مصر. بعض أولى البعثات التعليمية المصرية التي أرسلها محمد علي باشا إلى أوروبا، توجهت إلى إيطاليا لتعلم فن الطباعة.
استخدم محمد علي أيضاً عدداً من الخبراء الإيطاليين للمساعدة في المهام المختلفة لبناء الدولة الحديثة مثل التنقيب عن الآثار والتنقيب عن المعادن وفي فتح السودان وتصميم مدينة الخرطوم ورسم أول خريطة تفصيلية لدلتا النيل. بالإضافة إلى ذلك، شغل الإيطاليون دوراً بارزاً في حاشية الخديوي إسماعيل، ربما كان هذا السبب في اختيار المهندسين المعماريين الإيطاليين لتصميم معظم قصور الخديوي إسماعيل والضواحي الجديدة والمباني العامة في القاهرة.
تعد دار الأوبرا الخديوية أكثر المباني التي صممها الإيطاليون شهرة في مصر، والتي بنيت بناء على أوامر من الخديوي إسماعيل للاحتفال بافتتاح قناة السويس. صمم المبنى المهندسون المعماريون الإيطاليون بيترو أفوسكاني وماريو روسي، وأفتتحت دار الأوبرا في نوفمبر 1869 بأوبرا عايدة للمؤلف الموسيقي الإيطالي جوزيبي فيردي. تعرضت دار الأوبرا الخديوية للأحتراق في أكتوبر 1971. كما صمم بيترو أفوسكاني كورنيش الإسكندرية قبل وفاته في عام 1891 في الإسكندرية.
كانت العلاقات الإيطالية المصرية قوية جداً، حتى أن الملك فاروق الأول دعا فيكتور عمانويل الثالث ملك إيطاليا بعد تنازله عن العرش عام 1946، إثر هزيمة إيطاليا في الحرب العالمية الثانية للإقامة في الإسكندرية. توفي فيكتور عمانويل الثالث في الإسكندرية في ديسمبر 1947، ودفن بها في كاتدرائية سانت كاترين.

### مصر في عيون الإيطاليين

إيطاليا من أهم الدول المشاركة في فعاليات البرنامج الثقافي مصر في عيون العالم من خلال نخبه من المثقفين الإيطاليين الذين يعيشون في مصر وأيضا من خلال مركز دانتي أليجييري.

- التواجد الثقافي للجالية الايطالية في مصر، إيطاليا من أهم الدول المشاركة في فعاليات البرنامج الثقافي مصر في عيون العالم من خلال نخبه من المثقفين الإيطاليين ضمن فعاليات البرنامج الثقافي مصر في عيون العالم وفق ما صرح به وأكده أحمد غانم مؤسس مصر في عيون العالم.[8][9]

## وصلات خارجية
- Close to Italy
- Website of the ANPIE, the جمعية الإيطاليون المصريون (بالإيطالية).
- تاريخ الهجرة الإيطالية إلى مصر
- 2008 Bibliotheca Alexandrina exposition Alexandria: An Italian Itinerary
- معرض يظهر بعض صور التأثير الإيطالي في الإسكندرية